# Changhe Aircraft Industries Corporation
La Changhe Aircraft Industries Corporation (CHAIC) est une entreprise chinoise faisant partie du complexe de l'industrie de l'armement de la République populaire de Chine et spécialisée dans la conception et la production d’hélicoptères destinés principalement à l'armée chinoise.
L'entreprise établie en 1969 est une entreprise d'état basée à Jingdezhen dans la province du Jiangxi; elle emploie actuellement 4 300 employés répartis sur ses deux sites de production.
Elle a établi une relation de partenariat sous forme de coentreprise (joint venture) avec AgustaWestland appelée Jiangxi Changhe-Agusta Helicopter Co., Ltd ainsi qu'avec la firme américaine Sikorsky Aircraft Corporation.
Changhe Machinery Factory est également un constructeur automobile chinois.

## Produits
Hélicoptères
- WZ-10 : hélicoptère d'attaque destiné à remplacer le Wuzhuang Zhisheng WZ-9 (version chinoise du Dauphin SA.365 français)
- CA109 : hélicoptère multi-rôle (version chinoise du Agusta A.109 italien)
- Z-8 et Z-8 A : hélicoptère de transport lourd (variante chinoise du SA.321 Super Frelon français)
- Zhi Z-11 et Zhi Z-11 J : hélicoptère léger multi-rôle

Pièces fabriquées sous licence
- rotor de queue du Sikorsky S-92
- fuselage du Sikorsky S-76